# 多伦棘豆
多伦棘豆（学名：Oxytropis lanuginosa）为豆科棘豆属下的一个种。